# Liste der Naturdenkmale in Hinterzarten
| Naturdenkmale | Anzahl |
| ------------- | ------ |
| FND           | 1      |
| END           | 0      |
| Gesamt        | 1      |

Die Liste der Naturdenkmale in Hinterzarten nennt die verordneten Naturdenkmale (ND) der im baden-württembergischen Landkreis Breisgau-Hochschwarzwald liegenden Gemeinde Hinterzarten. In Hinterzarten gibt es insgesamt ein als Naturdenkmal geschütztes Objekt, das ein flächenhaftes Naturdenkmal (FND) ist.
Stand: 31. Oktober 2016.

## Flächenhafte Naturdenkmale (FND)
| Name                     | Bild | Kennung     | Einzelheiten | Position | Fläche Hektar | Datum         |
| ------------------------ | ---- | ----------- | ------------ | -------- | ------------- | ------------- |
| Hummelweiher             |      | 83150520001 | Hinterzarten | ⊙        | 0,3           | 20. Okt. 1988 |
| Legende für Naturdenkmal |      |             |              |          |               |               |